# Meios

Faserna i meiosen.

Meios (grekiska μείωσις, meiosis, ”minskning”, ”avtagande”) eller reduktionsdelning är den celldelning som sker när det bildas könsceller eller sporer.

## Meios hos människa
Varje cell i människans kropp innehåller 46 kromosomer. Dessa är kopior av de 46 kromosomer som ingick i den befruktade äggcell som en människa utvecklas från. 23 kromosomer härstammar från modern (ägget) och 23 från fadern (spermien). Eftersom varje sorts kromosom ärvs i dubbel uppsättning, brukar man säga att människan har 23 par kromosomer i sina celler. Det är nödvändigt att våra könsceller har hälften så många kromosomer som övriga celler i kroppen. Annars skulle antalet kromosomer i människan fördubblas för varje generation. Bildningen av könsceller föregås därför av reduktionsdelning (meios) som ger halverat kromosomantal. Hos människan är det celler i äggstockarna respektive i testiklarna som genomgår reduktionsdelning.

## Meios hos gröna växter
Växter är generationsväxlare med gametofyt som är den haploida fasen och sporofyt som är den diploida. Meios sker hos sporofyten, i sporangierna. Sporerna får därmed enkel kromosomuppsättning. När sporerna gror förblir kromosomtalet enkelt tills nästa sammanslagning av könsceller. Meiosen i sporangiet ger i allmänhet fyra sporer (men kan också vara åtta, eller reducerat till en). Dessa meoisprodukter sitter ofta ihop i en spor-tetrad som är lätt att känna igen.

## Meiosens olika faser
Nedan beskrivs meios hos människa, men gången är oftast ungefär densamma hos andra tvåkönade flercelliga organismer.
Meiosen ger upphov till nya könsceller med blandad genetisk bakgrund. Till skillnad från mitosen sker det två celldelningar under meiosen. Detta resulterar i könsceller med en haploid (1n, 1c) genuppsättning. Vid befruktningen slås två haploida celler samman och bildar en zygot, embryots första cell, som återigen har diploid (2n, 2c) genuppsättning.

### Interfas
Interfasen är en del av cellcykeln och föregår celldelning oavsett om det rör meios eller mitos.
- G1: Tillväxtfas 1.
- S: Totalt har varje (mänsklig) cell normalt 23 kromosompar, där en del av varje par en gång ärvts från modern och en från fadern. Detta ger totalt 46 unika kromosomer där varje kromosom innehåller en kromatid (DNA-helix). Inför meiosen sker replikering av cellens genom. Cellen förblir diploid, men genom DNA-replikationen går den från att ha en kopia av varje kromosom (2n, 2c), till att nu ha kromosomer med dubbla uppsättningar kromatider (2n, 4c). Inför meiosen har cellen under Interfasen replikerat sitt DNA så att varje kromosom nu består av två identiska systerkromatider som sitter ihop i sina centromer. Detta ger alltså 46 kromosomer, 92 kromatider vilket motsvarar 92 DNA-molekyler.
- G2: Tillväxtfas 2. Här kontrolleras även de replikerade DNA-molekylerna och fel rättas till.

### Meios
- Profas 1: Ett centriol delas till två vid cellmembranet och de börjar migrera till var sin ände av cellen samtidigt som de börjar bilda en spindel av microtubuli mellan sig. Kromosomerna kondenserar och lägger sig bredvid sitt homologa par (den kromosom som kodar för samma gener). Här sker en eller flera överkorsningar då kromosomerna bildat bivalent. Genom den rekombination av DNA med gener som delvis härstammar ifrån modern och delvis ifrån fadern bildas unika kromosomer. Överkorsningen är indelad i ytterligare fem steg:
  - Leptotene
  - Zygotene
  - Pachytene
  - Diplotene
  - Diakinesis
- Metafas 1: Kärnmembranet är nu upplöst och kromosomparen (tetraderna) har samlats i cellens ekvatorialplan. Cellen är 2n, 4c.
- Anafas 1: En de homologa kromosomparen dras mot var sin cellpol. Detta utgör den främsta skillnaden mot mitosen, eftersom systerkromatiderna inte skiljs från varandra under meiosen. Under mitosens anafas löses cohesin som håller samman kromatiderna vid deras centromer upp och en kopia av faderns samt moderns kromosomer går till varje ny cell vilket resulterar i en ny identisk cell. Under meiosen förblir istället kromatiderna bundna vid varandra under Anafas 1 och systerkromatiderna dras nu till samma sida. Detta resulterar i att den nya cellen efter cytokines blir 2c, 1n, det vill säga att cellen innehåller två kopior av en haploid genuppsättning.

- Telofas & Cytokines 1: Cellen genomgår cytokines, och delar sig till två nya celler som vardera har 23 kromosomer och 46 kromatider.
- Profas 2: Liksom under profas I så delar centrosomet sig i två, bildar en spindel av microtubuli mellan sig och börjar migrera till var sin ände av cellen.
- Metafas 2: Kromosomerna radar upp sig längs cellens ekvator och microtubuli fäster vid kromatidernas centromer.
- Anafas 2: Kromatiderna i de enskilda kromosomerna delas upp och dras åt var sin pol.
- Telofas & Cytokines 2: En ny cellkärna börjar bildas runt kromosomerna och cellen genomgår Cytokines. De nya cellerna har nu en enkel eller haploid uppsättning kromosomer. 23 kromosomer, 23 kromatider samt 23 DNA-molekyler. Totalt sett har meiosen gett upphov till 4 sådana celler och tack vare den överkorsning av DNA som skett under profas 1 och att kromosomer med två systerkomatider behölls intakta under meios 1 så har varje haploid cell fått en unik blandning av modercellens ursprungs-DNA.

## Skillnader mellan könen
Även i detta avsnitt beskrivs utvecklingen av könsceller hos vår egen art. Förhållandena hos andra tvåkönade flercelliga organismer är oftast annorlunda.

### Kvinnliga könsceller
Under femte månaden av fosterstadiet flyttar sig kvinnliga könsceller till ovarierna där de snabbt delar sig. Som mest är de ungefär 7 miljoner till antalet. Många av dessa återbildas dock senare i en process som kallas atresi. De könsceller som återstår, kallade primära oocyter, stannar i diplotene-fasen fram till puberteten. Inför menstruationen sker hormonella förändringar får ett tiotal av de primära oocyterna att utvecklas vidare genom meiosens steg, fram till profas 2. Normalt hinner en av dessa primära oocyter utvecklas längre än de andra, och börjar då trycka ner de andra oocyternas utveckling så att de återbildas. Primära oocyten som utvecklats längst omvandlas samtidigt till en Graafsk follikel. 
Vid ägglossningen (ovulationen), då oocyten stöts ut från äggstocken och tas upp av äggledaren, sker första meoitiska celldelningen. Hälften av cellens genetiska material stöts då ut och bildar en så kallad polkropp, cellen blir då 1n, 2c. Andra meiotiska delningen sker i sin tur i samband med befruktningen, varpå ytterligare genetiskt material stöts ut, varpå ytterligare en polkropp bildas. Äggcellen blir då haploid (1n 1c) i en kort period innan den tar upp spermiecellens haploida genmaterial, så att den diploid zygot bildas (2n 2c).

### Manliga könsceller
Manliga könsceller vandrar under embryogenesen till testiklarna, där de sedan ligger i vila fram till puberteten. Dessa köns-stamceller kallas spermatogoner. Under puberteten kommer hormonella förändringar få spermatogonerna att börja dela sig, och bilda primära spermatocyter (2n, 4c). De primära spermatocyterna i sin tur genomgår första meoitiska delningen och ger upphov till två sekundära spermatocyter (1n, 2c). Varje sekundär spermatocyt delar sig i sin tur till två spermatider. Spermatiderna mognar och bildar sedan spermatozoa, det vill säga, färdiga spermieceller. 
Varje delad spermatogon ger alltså upphov till totalt 4 spermieceller. Allt detta sker i tubuli seminiferi i testiklarna.